# ياكوب سيغوردارسون
جاكوب سيغوردارسون مواليد 4 أبريل 1982 في ريكيافيك، هو لاعب كرة سلة أيسلندي. بدأ مسيرته الاحترافية في سنة 1998. يلعب في الدوري السويدي لكرة السلة كلاعب هجوم خلفي.

## روابط خارجية
- ياكوب سيغوردارسون على موقع الاتحاد الدولي لكرة السلة (الإنجليزية)
- ياكوب سيغوردارسون على موقع كرة السلة الأوروبية.كوم (الإنجليزية)
- ياكوب سيغوردارسون على موقع كلية كرة السلة في سبورتس رفرنس.كوم (الإنجليزية)
- ياكوب سيغوردارسون على موقع ريلجم (الإنجليزية)
- ياكوب سيغوردارسون على موقع بروبوليرز (الإنجليزية)